# 烏林荅復
烏林荅復（12世纪？—1199年），烏林荅氏，女真人，金朝官员、驸马，本名阿里剌，东平人。
烏林荅復是奉御出身，大定七年（1167年）娶金世宗第七女宛国公主，授驸马都尉。改为引进使、兼符宝郎，出任为蠡州刺史，三次升迁为归德军节度使。明昌三年（1192年），转任知兴中府事，很久以后，担任曷懒路兵马都总管。承安四年（1199年），拜为绛阳军节度使。去世。